# حمود السعدی
حمود السعدی (عربی: حمود السعدي؛ زادهٔ ۲۶ ژانویهٔ ۱۹۹۲) بازیکن فوتبال اهل عمان است.
از باشگاه‌هایی که در آن بازی کرده‌است می‌توان به باشگاه السویق و باشگاه فوتبال ظفار اشاره کرد.
وی همچنین در تیم‌های ملی فوتبال زیر ۲۳ سال عمان و عمان بازی کرده‌است.